# Київ-Класик
Київ-Класик — оркестр у Києві.
Оркестр «Київ-Класик» регулярно виступає на запрошення державних структур, закордонних представництв, посольств, фондів. Оркестр знаний не лише в Україні, але й далеко за її межами. 
Головний диригент оркестру - заслужений діяч мистецтв України Герман Макаренко.  
«Київ-Класик» – оркестр, що може бути сформований від камерного (12-16 музикантів) до симфонічного (60 музикантів). 